# Endrosa sulphurea
Endrosa sulphurea är en fjärilsart som beskrevs av Thomann 1951. Endrosa sulphurea ingår i släktet Endrosa och familjen björnspinnare. Inga underarter finns listade i Catalogue of Life.